# Inicjacja seksualna
Inicjacja seksualna – pierwsze współżycie seksualne.

## W Polsce
W Polsce przed 15. rokiem życia inicjację seksualną doświadczyło 3% dziewcząt i 10% chłopców. Pośród 15- i 16-latków inicjację seksualną ma za sobą 19% osób. W grupie 17–19-latków inicjację seksualną przeżyło 51% badanych.
Średni wiek pierwszych kontaktów seksualnych według ankiety telefonicznej z 2011 roku wynosi 18,7 lat dla kobiet i 18,1 lat dla mężczyzn.